# Ferrari 312T
Ferrari 312T byl vůz formule 1 týmu Scuderia Ferrari, založený na typu 312 B3 z roku 1974. V různých verzích byl používán od roku 1975 až do roku 1980. Do jeho kokpitu se na závod mistrovství F1 posadilo celkem pět jezdců, mezi nimiž nechyběl ani slavný Rakušan Niki Lauda. Byl navržen Mauro Forghierim pro sezónu 1975.
Monoposty série 312T vyhrály 27 závodů, čtyři poháry konstruktérů a tři jezdecké tituly mistra světa. Od sezóny 1981 byl nahrazen typem Ferrari 126 CK s přeplňovaným motorem.

## Technika vozu
Vůz byl poháněn silným a velmi spolehlivým plochým dvanáctiválcovým motorem, který měl výkon cca 510 PS. „T“ v názvu znamená „transversale“, tj. „příčně“, neboť převodovka byla uložena napříč.

## Verze 312T

### 312 T

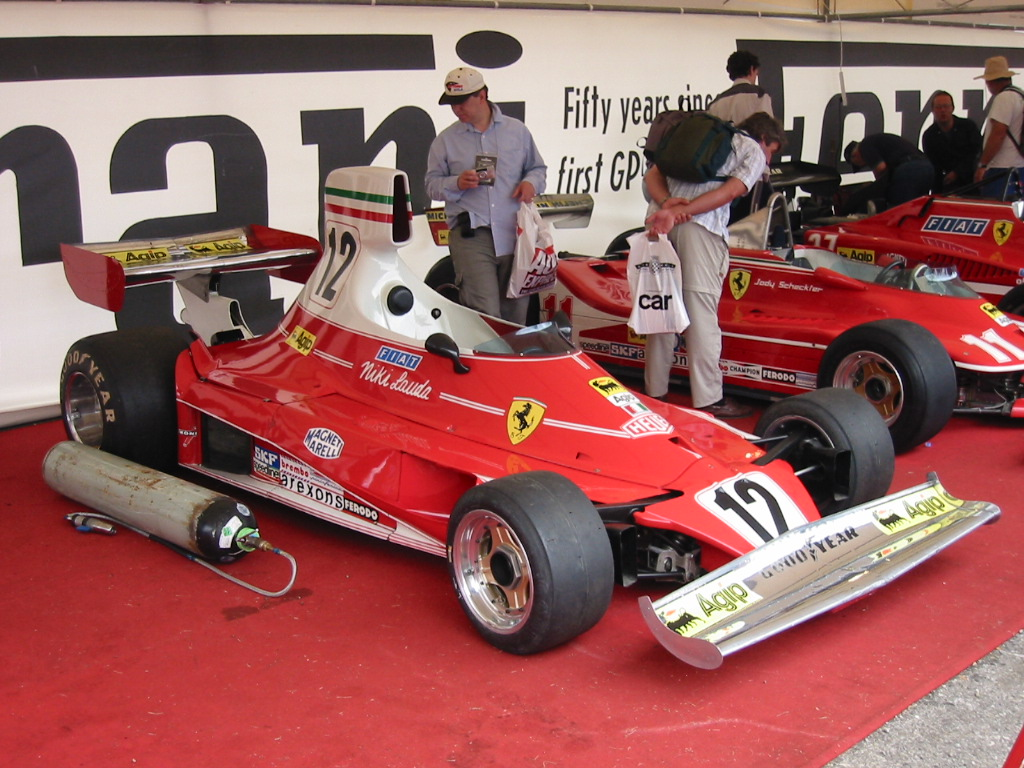
Ferrari 312 T z roku 1975

Vývoj typu 312 T začal v roce 1974, když se ukázalo, že problémy s řízením současného modelu 312 B3 se nepodařilo vyřešit. Bylo potřeba provést radikální změnu. Jako u všech vozů Ferrari F1 z této éry, byl design nového modelu navrhován pod vedením Mauro Forghieriho.
Vůz byl konstruován jako hliníková skořepina vyztužená ocelovými trubkami. Tento způsob konstrukce sice již nebyl žádným „revolučním řešením“, ale jinak vůz přinášel mnoho technických novinek, z nichž nejzajímavější byla převodovka montovaná napříč („T“ - Transversale). To umožňovalo její umístění před zadní nápravou, kvůli snížení polárního momentu setrvačnosti. Zavěšení kol bylo také značně odlišné od starého modelu. Díky testování se také zjistilo, že auto již netrpí tak velkou nedotáčivostí. Poté, co Niki Lauda po sezóně pilně testoval tento nový monopost, bylo Ferrari připraveno ke stratu do sezóny 1975.
První vůz 312 T byl dokončen na podzim roku 1974 a představen na tiskové konferenci v Modeně po skončení sezóny 1974. Nicméně tým stejně použil starý 312 B3 pro první dva závody sezóny 1975. Typ 312 T tak debutoval až ve Velké ceně Jihoafrické republiky. Výsledky a výkon vozu však byly na jeho první závod zklamáním. Regazzoniho auto bylo špatně seřízeno a Laudovo ztrácelo výkon. Prokázalo se, že u Laudova vozu došlo k technickým potížím.
Ferrari 312 T pak bylo testováno spolu s typem 312 B3 ve Fioranu, což nezvratně prokázalo, že nové auto je rychlejší. A v mistrovství světa, po pomalém startu do sezóny, v níž byly týmy Brabham, Tyrrell a McLaren silnou konkurencí, vyhrál Lauda čtyři z pěti závodů ve druhé třetině sezóny. V Monze, kde získal titul, skončil třetí, zatímco Regazzoniho vítězstvím v tomto závodě si Ferrari zajistilo první titul v poháru konstruktérů od roku 1964. Lauda ještě pokračoval výhrou v posledním závodě sezóny, Velké ceně USA. Tímto vítězstvím potvrdilo Ferrari svou převahu v roce 1975.
Technické předpisy F1 byly pro sezónu 1976 změněny – od květnové španělské Grand Prix byly zakázány vysoké „AirBoxy“ (přívody vzduchu vzadu nad kokpitem), které byly velmi oblíbené. Pravidla tak dovolovala Ferrari nadále používat model 312 T na 3 závody (2 vyhrál Lauda, třetí Regazzoni) roku 1976 před zavedením jeho nástupce, kterým byla revidovaná verze s názvem 312 T2. Posledním závodem mistrovství světa pro 312 T byla v roce 1976 Grand Prix západních USA.

### 312 T2

#### 1976

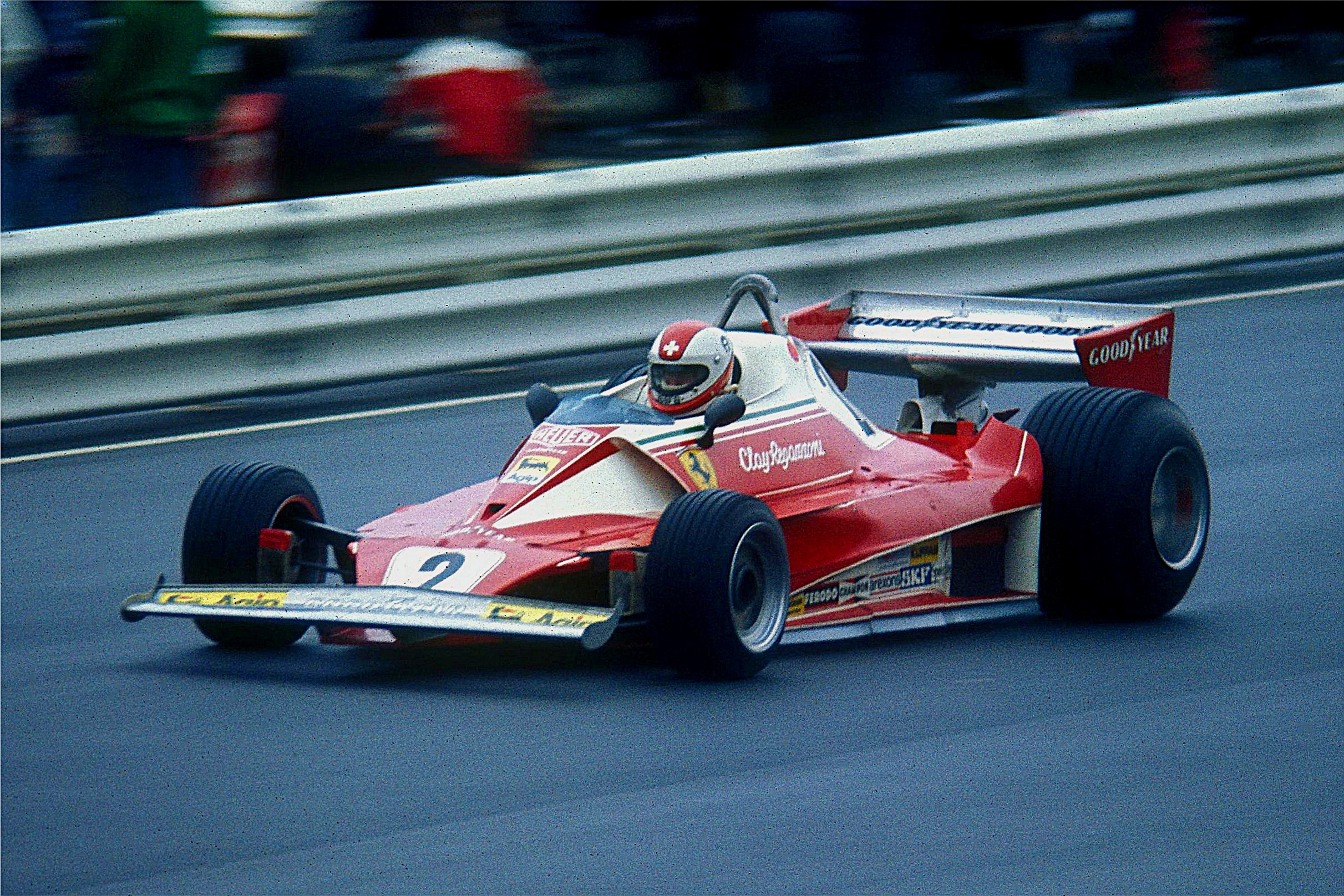
Regazzoni na Ferrari 312 T2, Nürburgring 1976

Typ 312 T2 představilo Ferrari ve Fioranu. Tento nový model přinášel mnoho změn oproti staršímu modelu 312 T. Za účelem dosažení souladu s novými aerodynamickými pravidly již auta neměla Airbox za kokpitem. Místo toho bylo nasávání vedeno přívody vzduchu po stranách kokpitu. Rozvor náprav byl prodloužen na 2650 mm, tj. o 42 mm delší než u 312 T. Dále auto ještě představovalo některé výrazné mechanické úpravy, mezi nimiž byla například modifikace zavěšení zadní nápravy, od níž ovšem bylo později upuštěno.
Ferrari 312 T2 bylo poprvé nasazeno na nemistrovském Závodě šampiónů v Brands Hatch v březnu 1976. Debut v závodě mistrovství světa nastal v květnu ve Velké ceně Španělska. Celkově byl 312 T2 o něco vydařenější než 312 T. Niki Lauda byl po dalších třech výhrách s pohodlným náskokem v čele šampionátu, když měl v Grand Prix Německa na Nürburgringu vážnou nehodu způsobenou zřejmě defektem zavěšení zadního kola. Uhořel by, kdyby ho obětaví kolegové včas nevytáhli z vozu. Téměř zázrakem opět závodil o pouhých šest týdnů později. Lauda nakonec ztratil titul jen o jediný bod oproti Jamesi Huntovi, ale převaha Ferrari 312 T2 vyústila alespoň v obhajobu konstruktérského titulu pro Ferrari.

#### 1977
Typ T2 byl používán také pro rok 1977. Vozy byly minimálně rozdílné od těch z loňské sezóny. Jednou z mála viditelných, designových změn bylo to, že Ferrari poprvé přidalo na svůj vůz pro formuli 1 logo automobilky FIAT.
Lauda nebyl spokojený s výkonem vozu v prvních dvou závodech nové sezóny a rozhodl se provádět testy pro vývoj auta v době mezi Brazilskou a Jihoafrickou Grand Prix. Tyto zkoušky vedly k zavedení několika změn na autě, mezi něž patřilo nové zadní křídlo, upravená karoserie a zavěšení. Lauda poté vyhrál závod v jihoafrickém Kyalami, i když byl jeho vůz poškozen úlomky ze smrtelné nehody Toma Pryceho.
V průběhu sezóny byla vyrobena tři nová auta (čísla šasí 029, 030 a 031) a aerodynamický vývoj vozu pokračoval. Četné změny byly také provedeny na zavěšení a zadní části karoserie. Jedním z problémů Ferrari 312 T2 v roce 1977 bylo, že pneumatiky Goodyear s vozem neladily – Goodyear vyvíjel pneumatiky přizpůsobené na velký přítlak u vozu Lotus 78. Tím pádem se ztížila situace pro Ferrari (s menším přítlakem) – bylo obtížné dosáhnout dostatečné teploty pneumatik.
I přes tyto problémy však Lauda na 312 T2 vyhrál šampionát a získal svůj druhý titul. Ani ne tak díky rychlosti, ale vyhrál spíše díky spolehlivosti vozu. Zvítězil celkem třikrát, Argentinec Reutemann, jeho týmový kolega, vyhrál jednou. V poháru konstruktérů zvítězilo Ferrari už potřetí v řadě (1975, 1976, 1977) a stalo se tak prvním týmem, kterému se podařilo překonat tuto hranici. Lauda poté tým opustil (šel do Brabhamu), což se stalo ještě před koncem sezóny. Byl nahrazen temperamentním Kanaďanem Gillesem Villeneuvem, jehož přetáčivému stylu jízdy však vůz příliš nevyhovoval.
Vůz 312 T2 byl použit ještě pro první dva závody sezóny 1978, poté byl nahrazen typem 312 T3.

### 312 T3

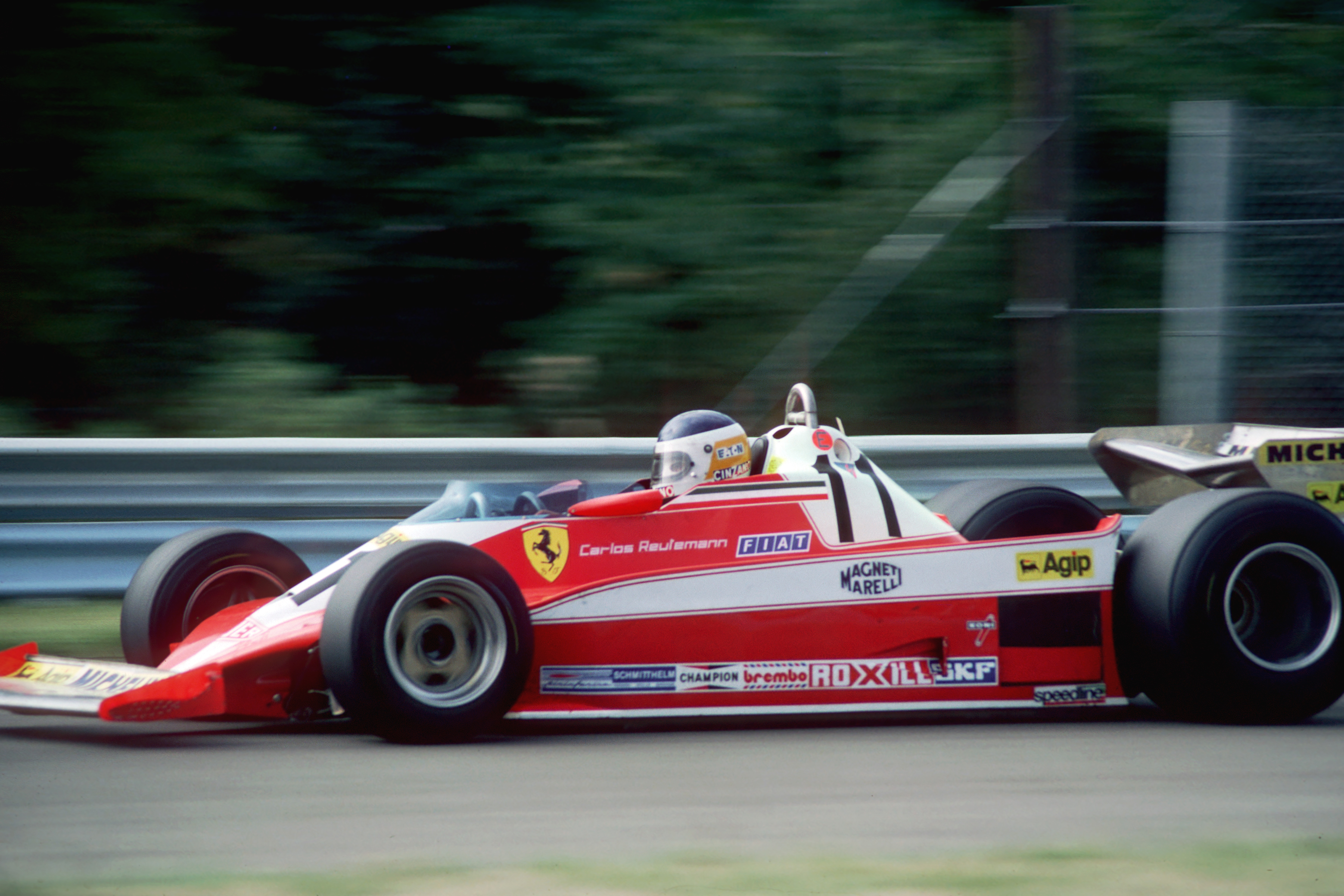
Reutemann na Ferrari 312 T3, Watkins Glen 1978

S typem 312 T3 závodili Reutemann a Villeneuve od třetího závodu sezóny 1978.
Auto bylo poháněno stále tím samým dvanáctiválcem boxer, který Ferrari používalo od roku 1970. Tedy s tím rozdílem, že mu byl vyladěn výkon na hodnotu kolem 515 PS. Podvozek však byl zcela nový, měl novou skořepinovou strukturu a jiné zavěšení. To bylo navrženo pro dobrou spolupráci s nově používanými pneumatikami Michelin. Karoserie vypadala také velmi odlišně. Byla konstruována tak, aby se zlepšilo proudění vzduchu na zadní křídlo.
Veškerá tvrdá práce však přišla vniveč - „průkopnický“ Lotus 79 využíval přísavného efektu tzv. wing carů, a tak s lehkostí porážel většinu stájí. Na Ferrari ten rok zbyla jen vítězství v takových závodech, v jakých došlo k selhání Lotusů. Reutemann vyhrál čtyři závody a Villeneuve si odnesl své první vítězství z posledního závodu sezóny na domácí trati v Kanadě. Ferrari sice skončilo druhé v poháru konstruktérů, ale ani tak se nejednalo o ty největší úspěchy v závěrečném bodování. Reutemann po sezóně odešel k Lotusu s vidinou větších úspěchů, než je „pouze“ třetí místo v celkovém pořadí. Byl nahrazen Jihoafričanem Jody Scheckterem.

### 312 T4

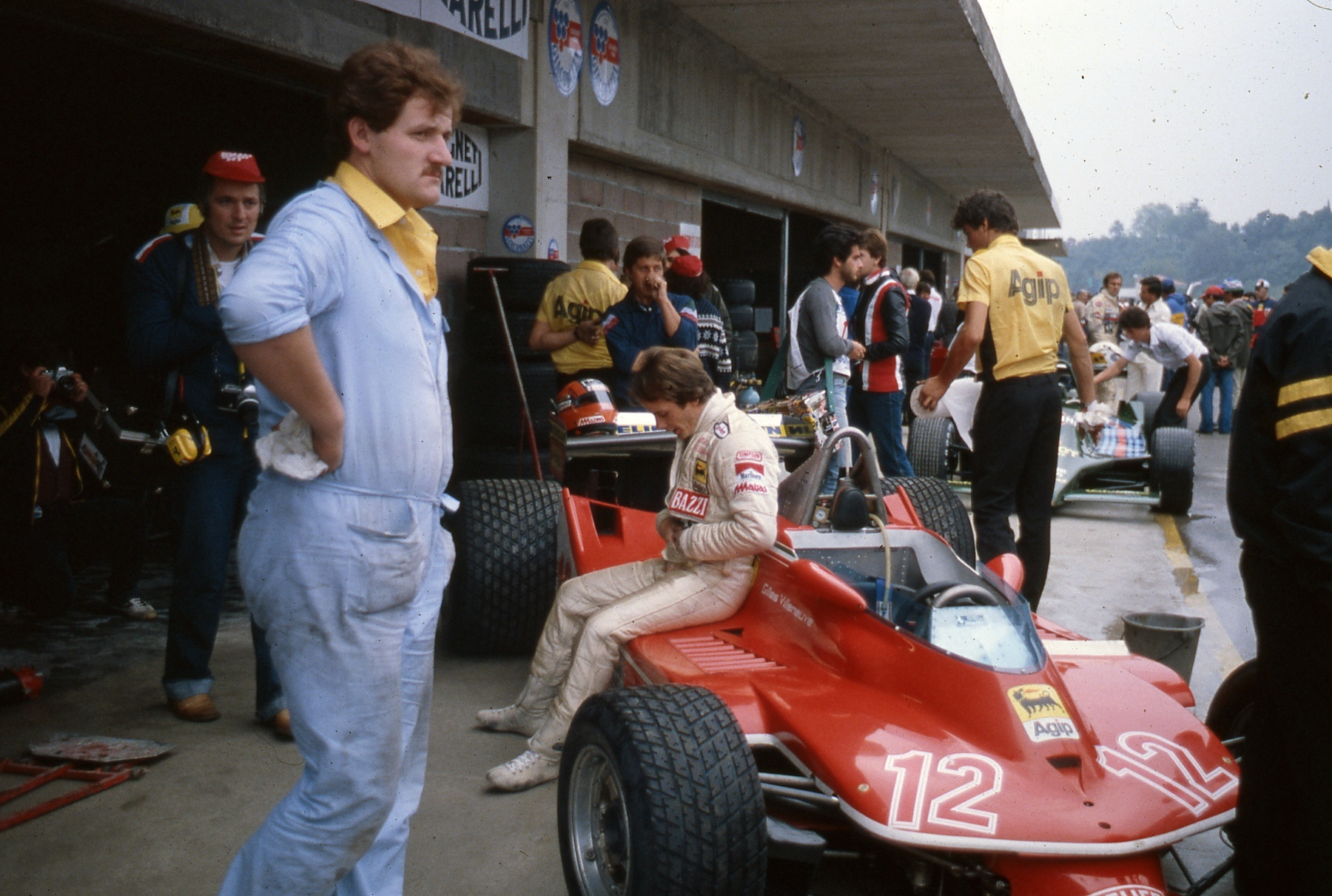
Villeneuve a Ferrari 312 T4, Imola 1979

Roku 1979 byl zaznamenán velký pokrok v oblasti aerodynamiky. Po prohraném boji s Lotusem v sezóně 1978 si Forghieri uvědomil, že by Ferrari mělo následovat jeho příkladu a tak navrhl vůz využívající přísavného efektu - typ 312 T4, vůz na sezónu 1979, který se poprvé objevil na Velké Ceně Jihoafrické republiky. Byl založen na typu 312 T3, jehož základy představovaly omezení pro nový aerodynamický design, jelikož „T - série“ nebyla projektována pro využití přísavného efektu. A tak byla skořepina vozu 312 T4 navržena co nejužší, aby auto mohlo lépe využívat přísavný efekt, ale to bylo omezeno šířkou plochého dvanáctiválcového motoru. Avšak i přes tyto prvotní nedostatky nakonec 312 T4 ovládl sezónu 1979, k čemuž mimo jiné přispěla nadprůměrná spolehlivost tohoto vozu.
Vůz vyhrál celkem šest závodů sezóny 1979, z toho tři Villeneuve a tři Scheckter. Jejich další dobrá umístění pomohla Ferrari počtvrté v pěti sezónách vyhrát pohár konstruktérů a Scheckterovi jeho jediný titul mistra světa mezi jezdci.

### 312 T5

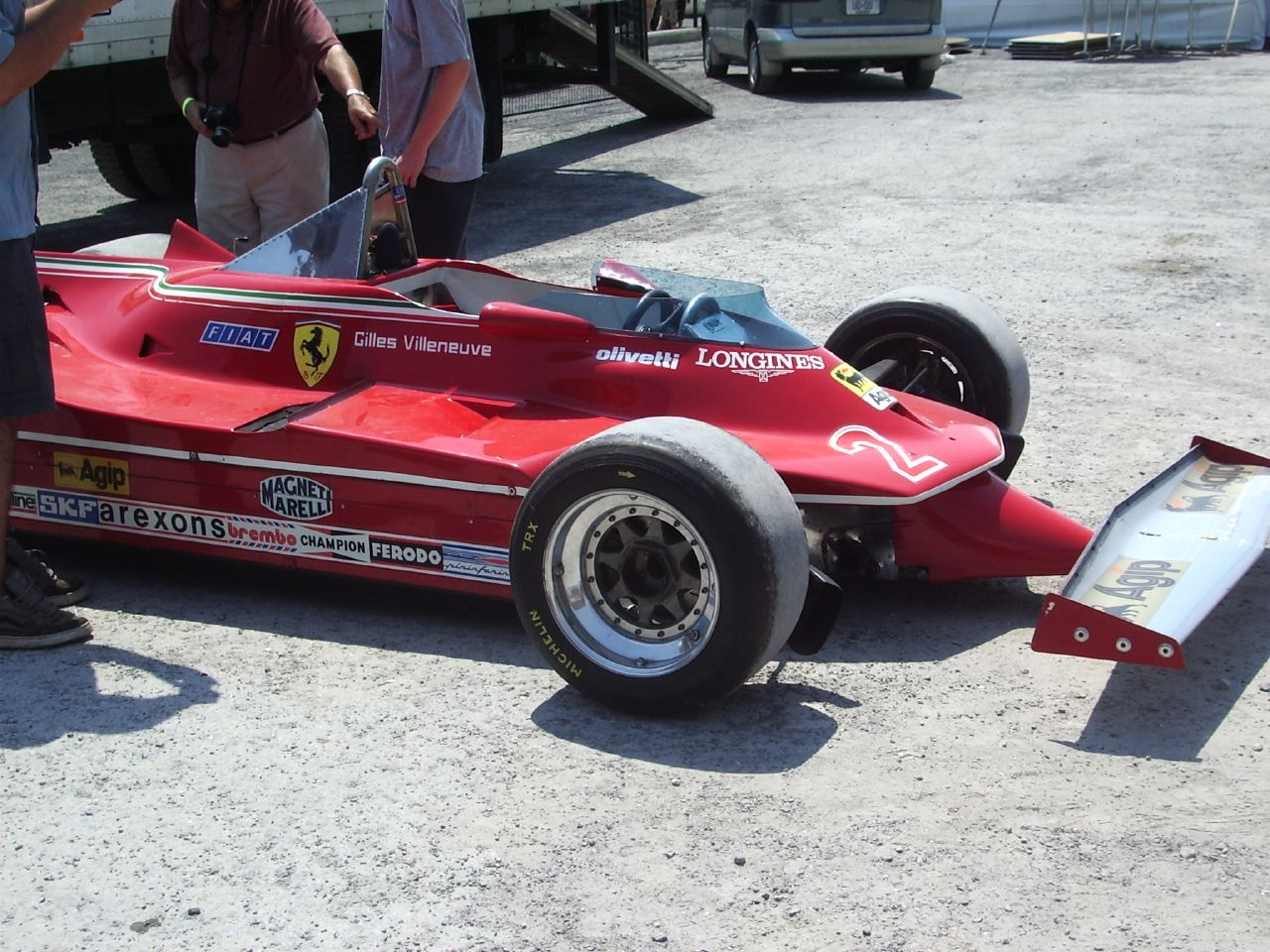
Villeneuvovo Ferrari 312 T5, 1980

V sezóně 1980 došlo k dalšímu aerodynamickému pokroku u týmů využívajících motory Ford-Cosworth, naproti tomu Ferrari předvedlo počátkem sezóny jen lehce upravený 312 T4, model 312 T5. Stejně jako u předchozí sezóny, bylo nové Ferrari již velmi zastaralé, jelikož třílitrový dvanáctiválec „Boxer“ nevyhovoval aerodynamickým potřebám moderního vozu formule 1. Nejenže bylo auto pomalé a slabé vůči konkurenci, ale na rozdíl od T4 i nespolehlivé a špatně ladilo s pneumatikami, což vyústilo v sezónní debakl.
Poprvé od roku 1973 se Ferrari nepodařilo vyhrát jediný závod za celou sezónu, a tak tým skončil až desátý v poháru konstruktérů. Scheckter se dokonce nedokázal kvalifikovat v Kanadě, což byla pro vůz Ferrari jedna z nejpotupnějších porážek v historii Formule 1. Scheckter v sezóně skončil s pouhými dvěma body na kontě, z čehož vyvodil důsledky a odešel z tohoto sportu koncem roku.
Ferrari 312 T5 bylo posledním vozem ze série 312T. Pro sezónu 1981 byl vytvořen zcela nový vůz, Ferrari 126 CK.

## Prototyp 312 T6
Ferrari, inspirováno šestikolovým Tyrrellem P34, se také pokoušelo vytvořit šestikolový monopost. Vznikl tak prototyp vozu 312 T6 na bázi 312 T2. Na rozdíl od P34 však namísto čtyř menších předních kol na dvou nápravách používal typ T6 čtyři normálně velká zadní kola na jediné zadní nápravě. Vůz byl sice testován Carlosem Reutemannem, ale nikdy nebyl nasazen do závodu.